# Choi Myung-gil
Dans ce nom coréen, le nom de famille, Choi, précède le nom personnel.
Choi Myung-gil est une actrice sud-coréenne.

## Biographie
Choi est marié à l'homme politique et député Kim Han-gil ; Kim est président du Parti démocrate et co-président du Parti Minju.

## Filmographie sélective

### Cinéma
- 1986 : Night Fairy (en)
- 1987 : Pillar of Mist (en)
- 1990 : The Lovers of Woomook-baemi (en)
- 1994 : La Vie en rose

### Télévision
- 1996 : Tears of the Dragon (TV series) (en)
- 2001 : Empress Myeongseong (TV series) (en)
- 2012 : Marry Him If You Dare
- 2021 : Red Shoes (TV series) (en)